# 黒澤直也
黒澤 直也（くろさわ なおや、1981年9月22日 - ）は、日本のソングライター、編曲家、音楽プロデューサー。株式会社アールディーミュージック代表取締役。慶應義塾志木高等学校、慶應義塾大学経済学部卒業。

## 略歴
5歳よりヴァイオリンを始めるとともに南青山音楽研究所で音楽の基礎を学び、オーケストラへの参加やバンド活動を経て個人の音楽活動に傾く。慶應義塾大学経済学部在学中よりCM音楽や舞台音楽の作編曲を手がける等、音楽に没頭する日々は続き、大学卒業後改めて音楽理論各種を学習。数々な音楽プロダクションで、サウンドプロデュース、ディレクター、スタジオ、エンジニアの各ワーク、ヴォイストレーニング法等、音楽制作に必要な様々なスキルを習得。2006年、編曲で参加した楽曲でプラチナディスクを獲得し、プロとしてのキャリアをスタート。以降様々なプロジェクトのプロデュース、ディレクション、ソングライト、編曲詞を手がけ、オールジャンルで歌曲から器楽曲まで幅広くカバーするソングライター、編曲家、プロデューサーとして活動の一方で、音楽の講師、ボイストレーナーとして新人の育成や発掘にも力を注いでいる。2011年9月に株式会社アールディーミュージックを設立。DJとして出演する際はDJ KUROYAと名乗り、FLAPSTARのスピンオフ企画ユニットBLACKSTARのメンバーでもある。

## 主な作品

### 受賞作品
「フィーバーとフューチャー」 GYM (山下智久+GOLF&MIKE)共編曲
- フジテレビ系「女子バレーボールワールドグランプリ'06」イメージソング
- オリコンディリー・ウィークリーシングルチャート初登場1位
- 2006年プラチナディスク

### その他主な作品
Gorie with Rei & Misato
- 「若いってすばらしい」編曲・Vocal Direction→フジテレビ『ゴリエと申します。』エンディングテーマ

高須クリニック テレビCM音楽 作曲・編曲 (2019.12)
アサヒ飲料 十六茶 CMイベントVTR（主演：新垣結衣）BGM 作曲・編曲 (2018.05)
CLCコーポレーション テレビCM BGM&サウンドロゴ 作曲・編曲 (2012.1)
Enet テレビCM 編曲 (2011.4)
Enet サウンドロゴ 作曲・編曲 (2011.4)
NTT Docomo CM・シネアドCM・店頭PV 作曲・編曲 (2011.1)
KIRIN ハイボール PV 作曲・編曲 (2011.1)
文化放送ジングル（JOQR 葵ver.）編曲 (2011.1)
ゲーム「こくはく」（出演：cv.能登麻美子、辻あゆみ、堀江由衣、平野綾）劇伴 (2009.9)
MOUGA・モウガL艶髪（ツムラ）PV 作曲・編曲 (2009.4)
モウガ漲（ツムラ）PV 作曲・編曲 (2009.4)
GLA WebスペシャルコンテンツBGM 作曲・編曲 (2009.3)
「シクロチャンネル」BGM (2009)
「サイエンスチャンネル 極限のクルマ オフロードダンプ」BGM (2009)
「サイエンスチャンネル 極限のクルマ ブルドーザ」BGM (2009)
「宇宙の旅 天体観測の歴史と星の素顔」BGM (2009)
Enet テレビCM 作曲・編曲 (2008.11)
GLA Webオープニングムービー CM 作曲・編曲 (2008.11)
オ―トバックス テレビCM+サウンドロゴ 作曲・編曲 (2008.4～)
UNIMO CM＆施設内 サウンドロゴ 作曲・編曲 (2007.9)
ZECSグループ・チャーミングスクエアCM 作曲・編曲 (2006.10)
ロッテ ラジオCM 作曲・編曲(2003.10)
CG映画「バイオハザード ディジェネレーション」（音楽 高橋哲也）Co. arrangement (2008.10)]
高橋広樹
- 「君と見た風景」編曲 (2012.9.7)

mao
- 「風にのせて」作詞・作曲・編曲→TVKキッズ劇場 エンディングテーマ曲 (2010.4〜)

彩冷える
- 「Labyrinth」共編曲 (2010.1.27) →レコチョク ロックサイトフル ウイークリー1位

葵（from彩冷える）
- 「BRAVE DREAMER」編曲 (2011.1.19)
- 「SECRET WISPER」編曲 (2011.1.19)

Golf&Mike
- 「フィーバーとフューチャー（タイ語Ver.）」共編曲 (2007.8.22)

BOSSA a.m.
- 「Don't Stop Me Now」編曲 (2007.7.18)
- 「Virtual Insanity」編曲 (2007.7.18)
- 「With Or Without You」編曲 (2007.7.18)

アニメ「アマガミSS」
- 「あなたしか見えない」中多紗江（cv.今野宏美）作詞・作曲・編曲 (2010.9.15) →TBS系「アマガミSS」エンディングテーマ曲
- 「KEEPING SMILE」中多紗江（cv.今野宏美）作詞・作曲・編曲 (2010.9.15)

アニメ「声優刑事」
- 「声優刑事のテーマ」作曲・編曲 (2010.4)
- 「声優刑事変身のテーマ」作曲・編曲 (2010.4)

アニメ映画「CATBLUE:DYNAMITE」ロマのフ比嘉監督
- オープニング曲（日本語ver.）作詞 (2008.7～)
- 挿入曲（日本語ver.）作詞・編曲 (2008.7～) →08'N.Y.アニメフェスティバル出展作品

アニメ「素敵探偵ラビリンス」
- 「Brilliant Future」日向繭樹（cv.沢城みゆき）編曲 (2008.3.5)
- 「Brilliant Future」REMIX ver. 編曲 (2008.3.5)
- 「MOMENT」信濃晴嵐（cv.諏訪部順一）作曲・編曲 (2008.1.30)
- 「MOMENT」REMIX ver. 作曲・編曲 (2008.1.30)

アニメ「テニスの王子様」
- 「だろい？」丸井ブン太（cv.高橋直純）編曲 (2012.4.20) →オリコンシングルウィークリー23位
- 「聖なる夜につたえたいこと」白石蔵ノ介（cv.細谷佳正）編曲 (2011.12)
- 「More 鉄板ソング」金色小春＆一氏ユウジ（cv.内藤玲＆熊淵卓）作詞・作曲・編曲→DVD「テニプリフェスタ2011 in 武道館」内収録 (2011.5.27)、オリコンDVDウイークリー1位
- 「空色の海」木更津亮（cv.高橋広樹）作詞・作曲・編曲 (2009.11.18)
- 「坂道の果てへ」氷帝エタニティ（cv.諏訪部順一、保志総一朗、浪川大輔、岩崎征実）作詞・編曲 (2009.7.1)→オリコンシングルデイリー9位、DVD「テニスの王子様 OVA ANOTHER STORY～過去と未来のメッセージ～Vol.1」エンディングテーマ曲、オリコンDVDディリー1位
- 「ダリア」幸村精市（cv.永井幸子）作曲・編曲 (2009.3.5)
- 「鉄板ソング」金色小春＆一氏ユウジ（cv.内藤玲＆熊淵卓）作詞・作曲・編曲 (2007.11.21) →テニプリソングランキング デュエット部門1位
- 「鉄板ソング」REMIX ver. 作詞・作曲・編曲

アニメ「少年陰陽師」
- 「誓い」紅蓮（cv.小西克幸）作詞・編曲 (2007.3.21)
- 「焔心」紅蓮（cv.小西克幸）作詞・作曲・編曲 (2007.2.23)

とちおとめ25 プロデュース（2011.12～）
- 「とちおとめ25のテーマ」作詞・作曲・編曲・プロデュース
- 「いちご記念日」編曲・プロデュース
- 「あの空をこえて～2012～」共作詞・編曲・プロデュース
- 「きゅんきゅんラブ」共作詞・共作曲・編曲・プロデュース
- 「いちごハカセ」作詞・作曲・編曲・プロデュース→JAとちぎ『栃木のとちおとめ』CMタイアップ、2013上半期 USEN HIT インディーズランキング1位、CDTV16位
- 「いちごパフェ」作詞・作曲・編曲・プロデュース
- 「この街で」作詞・編曲・プロデュース→とちぎテレビ『イブニング６』エンディングテーマ
- 「君にありがとう」作詞・編曲・プロデュース
- 「GYO-ZA Party」作詞・作曲・編曲・プロデュース
- 「愛のサガン」作詞・作曲・編曲・プロデュース
- 「未来に立って今を見て」作詞・作曲・編曲・プロデュース→とちぎテレビ『イブニング６』エンディングテーマ
- 「もやもやラビリンス」共作詞・プロデュース
- 「どっかーん！いちご作戦」作詞・作曲・編曲・プロデュース→JAとちぎ『栃木のとちおとめ』CMタイアップ、日本テレビ系「ミュージックドラゴン」エンディングタイアップ
- 「和牛ファイヤー」作詞・作曲・編曲・プロデュース→日本テレビ系「ミュージックドラゴン」POWER PLAY、週間USEN HITインディーズランキングで2週連続第1位、CANゆうせんJ-POPリクエストランキング東京地区第10位&全国問合せチャート第6位
- 「きっと、これは恋なの」作詞・作曲・編曲・プロデュース
- 「ゆ」作詞・作曲・編曲・プロデュース
- 「FLOWER WAY」作詞・作曲・編曲・プロデュース
- 「One!Two!Three!」作詞・作曲・編曲・プロデュース

フラップガールズスクール プロデュース（2012.6〜）
- 「フラップガールズスクールのテーマ」作詞・作曲・編曲・プロデュース
- 「君が好き!!」作詞・共作曲・編曲・プロデュース
- 「オープンスクールのうた」共作詞・共作曲・共編曲・プロデュース
- 「つぼみ」共作詞・共作曲・共編曲・プロデュース→表題曲シングルはオリコンデイリー4位／ウィークリー22位
- 「面舵イッパイ！」作詞・共作曲・共編曲・プロデュース→TBS系「アッコにおまかせ！」エンディングタイアップ、表題曲シングルはオリコンデイリー5位
- 「夏色のLove again」編曲・プロデュース
- 「最後の花火」作詞・共作曲・共編曲・プロデュース
- 「羽ばたけ翼」作詞・作曲・編曲・プロデュース→日本テレビ系「ミュージックドラゴン」POWER PLAY、表題曲シングルはオリコンデイリー3位／ウィークリー21位、M-ON!Countdown15位、CDTV30位
- 「悪しき習慣」作詞・作曲・編曲・プロデュース
- 「覚醒」作詞・作曲・編曲・プロデュース
- 「サマーデイズDANCE」作詞・作曲・編曲・プロデュース→日本テレビ系「バズリズム」POWER PLAY、表題曲シングルはオリコンデイリー5位／ウィークリー26位、テレビ東京「JAPAN COUNTDOWN」10位・キャンシステムお問い合わせランキング7位、キャンシステムクルコレランキング10位
- 「MOVING THE WORLD」作詞・作曲・編曲・プロデュース
- 「大切な君だから」作詞・作曲・編曲・プロデュース
- 「スタートライン」作詞・作曲・編曲・プロデュース→TBS系番組「ランク王国」のオープニングテーマ曲タイアップ、有線お問い合わせランキング第9位、オリコンアルバムウィークリーランキング60位
- 「MY DAY」作詞・作曲・編曲・プロデュース
- 「Calling U」作詞・共作曲・共編曲・プロデュース
- 「いちごパフェ」作詞・作曲・編曲・プロデュース
- 「夢を追いかけて」作詞・作曲・編曲・プロデュース
- 「ビバ・ラ・サンバ」作詞・作曲・編曲・プロデュース→オリコンシングルデイリーランキング5位、ウィークリーランキング20位、キャンシステムお問合わせランキング9位
- 「恋してる！」作詞・作曲・編曲・プロデュース
- 「Congraturation」作詞・共作曲・共編曲・プロデュース
- 「君を守りきる」作詞・作曲・編曲・プロデュース→テレビ東京「アニメマシテ」のオープニングテーマ曲、オリコンデイリーシングルランキング5位、キャンシステムお問合わせランキング7位
- 「サバイバルロード」作詞・作曲・編曲・プロデュース
- 「LIGHTNING」作詞・作曲・編曲・プロデュース
- 「Happy Merry2 X’mas」作詞・編曲・プロデュース→TBS系「谷原章介の25時ごはん」エンディングテーマ曲
- 「中二病！悪くない！」作詞・作曲・編曲・プロデュース
- 「MOONLIGHT」作詞・作曲・編曲・プロデュース
- 「白いため息」作曲・編曲・プロデュース
- 「Stylish Summer」作詞・作曲・編曲・プロデュース
- 「旅立ちの日に」作詞・作曲・編曲・プロデュース→TBS系「谷原章介の25時ごはん」エンディングテーマ曲

映画「地球防衛未亡人」（河崎実監督・主演：壇蜜）音楽（劇伴）
キッズステーション番組「それいけ！電エース」音楽（劇伴）
映画「地球防衛ガールズP9」（河崎実監督）音楽・音楽プロデュース（全劇伴曲・主題歌・劇中歌全曲・ED曲）
出演：片山陽加 (AKB48) / 野呂佳代 (SDN48) / 巴奎依 / 山本麻貴 / 浅倉結希 / 小桃音まい / 伊倉愛美 / 高城樹衣 / 阿衣華ほか
- 「地球防衛ガールズP9のテーマ」地球防衛ガールズP9特殊選抜隊 作曲・編曲・プロデュース
- 「まだ見ぬ怪獣」地球防衛ガールズP9特殊選抜隊員 作曲・編曲・プロデュース
- 「LIGHTNING」小桃音まい 作詞・作曲・編曲・プロデュース
- 「SUNRISE」伊倉愛美&山本麻貴 作詞・作曲・編曲・プロデュース
- 「虹色のステージ」巴奎依&高城樹衣 作詞・作曲・編曲・プロデュース
- 「セイギ☆の味方」巴奎依&山本麻貴&浅倉結希&伊倉愛美&高城樹衣&阿衣華 作詞・作曲・編曲・プロデュース

アイドルカレッジ（ex B.L.T.アイドルカレッジ）プロデュース（2009.2〜2011.5）
- 「恋なのです」作詞・作曲・編曲・プロデュース
- 「夢を追いかけて」作詞・作曲・編曲・プロデュース
- 「B.L.T.アイドルカレッジのテーマ」作詞・作曲・編曲・プロデュース
- 「ぬうべるばあぐ」作詞・作曲・編曲・プロデュース
- 「ジャンピングホップ」作詞・作曲・編曲・プロデュース
- 「いちごパフェ」作詞・作曲・編曲・プロデュース→初収録シングルはオリコンデイリー17位／インディーズウィークリー１位
- 「二人の未来」作詞・作曲・編曲・プロデュース
- 「シグナル〜あなたに届け〜」作詞・作曲・編曲・プロデュース
- 「CAFE TIME」作詞・作曲・編曲・プロデュース
- 「アイドルカレッジのテーマ」作詞・作曲・編曲・プロデュース
- 「素晴らしきこの世界」作詞・作曲・編曲・プロデュース→初収録シングルはオリコンデイリー11位／ウィークリー15位
- 「輝く未来は遥か続いている」作詞・作曲・編曲・プロデュース

煌めき☆アンフォレント
- 「光彩⌘スターティングオーバー」作曲・編曲・プロデュース→初収録シングルはオリコンデイリー1位／ウィークリー13位
- 「☆光速艇☆ -star ship- (2021ver.)」編曲・Vocal Direction→収録EPはオリコンデイリー6位／ウィークリー10位
- 「瞬間、フロレセント (2021ver.)」編曲・Vocal Direction→収録EPはオリコンデイリー6位／ウィークリー10位
- 「＝虹色＝サンシャイン (2021ver.)」編曲・Vocal Direction→収録EPはオリコンデイリー6位／ウィークリー10位
- 「太陽系◉ワンダーラスト (2021ver.)」Vocal Direction→収録EPはオリコンデイリー6位／ウィークリー10位
- 「奇跡≒スターチューン (2021ver.)」Vocal Direction→収録EPはオリコンデイリー6位／ウィークリー10位
- 「幻影★ギャラクティカ (2021ver.)」Vocal Direction→収録EPはオリコンデイリー6位／ウィークリー10位

愛乙女★DOLL
- 「流れ星」作詞・作曲・編曲・プロデュース→初収録シングルはオリコンデイリー1位／ウィークリー10位
- 「Sweet Magic Time」（ハルナソロ曲）作詞・作曲・編曲・プロデュース
- 「超伝導シンパシー」作詞・作曲・編曲・プロデュース

ハニースパイスRe.
- 「Happy (2020ver.)」編曲・Vocal Direction→有線放送週間リクエストランキング19位（2020/7/24付）
- 「Re. Quest Love」Vocal Direction
- 「ハニスパーティー！」共編曲

綺星★フィオレナード
- 「Shu★parklinG!!×Ⅱ」Vocal Direction

テンシメシ໒꒱
- 「青春♦レモネード」Vocal Direction
- 「夏みかんサイダー」Vocal Direction

月宵◇クレシェンテ（台湾）
- 「春恋♡プロローグ」編曲

FLAPSTAR
- 「ロマンチックドリーマー」作詞・共作曲・編曲・プロデュース

SPACE GIRLS PLANET プロデュース（2012.5～2013.12）
- 「Calling U」作詞・共作曲・共編曲・プロデュース
- 「JUMP!!」共編曲・プロデュース
- 「mystery donut」共編曲・プロデュース
- 「Presious Time」編曲・ディレクター
- 「キラメキ」編曲・ディレクター
- 「shooting star」編曲・ディレクター
- 「Your Song」ディレクター
- 「その光」作詞・作曲・編曲・プロデュース
- 「Congratulation」作詞・共作曲・共編曲・プロデュース
- 「SGP交響曲第一番」脚本・プロデュース
- 「SGP交響曲第二番」脚本・プロデュース

瀬戸山清香プロデュース（2008.5〜2008.12）
- 「LAST PIECE」作曲・編曲・プロデュース→GYAO番組「Dream Girl」テーマ曲
- 「Change Over」作曲・編曲・プロデュース→KAGOME朝のむ野菜 CMタイアップ
- 「ウレシイヲカタチニ」作曲・編曲・プロデュース→GyaOジョッキー番宣曲
- 「Daybreak」作曲・編曲・プロデュース

小桃音まい
- 「ねぇ、あのね。。」作詞・作曲・編曲 (2013.02.12)

酒井香奈子
- 「WONDER LAND」作詞・作曲・編曲 (2010.8.25)

aorta
- 「early in the morning」編曲 (2008.5.9)
- 「僕の全て」編曲 (2008.5.9)

ナナカナ
- 「ワクワク☆ハイテンション↑↑」作詞・作曲・編曲 (2007.8.8) →ラジオ大阪「ナナカナ」オープニングテーマ

電気キャンディ（ex.少年ナイフ）
- 「Cat & Dog」編曲 (2007.7.4)
- 「チョコレート天国」編曲 (2007.7.4)

TUGUMI
- 「Take Me タイムマシーン」作曲・編曲 (2007.4.25)
- 「Green Book」作曲・編曲 (2007.4.25)

sorachoco
- 「A LIFE WITH THE STAR」作詞・作曲・編曲 (2007.2.21) →ラジオ大阪「稲村優奈と川瀬晶子のAAAで行こう!!」エンディングテーマ

UPPER *SLOPE
- 「PINK」編曲 (2006.11.22)
- 「Good Morning ティーチャー」編曲 (2006.4.28)
- 「Sweet wave」編曲 (2006.2.24)

## 主な出演
- フジテレビ『ゴリエと申します。』（2022年4月22日）
- 日本テレビ放送網『PON!』（2016年2月2日）
- フジテレビ『華丸大吉の2020』（2015年7月31日）
- 月刊デ☆ビュー『デ☆ビュークリエイター・ラボ』（2013年7月号）
- BUBUKA『プロデュース前夜』（2012年11月号）
- 下北FM『黒澤直也の“下北FMで好きにやってみてもいいですか?”』（2012年6月7日）
- BUBUKA『ディスカバリーロコドルChannel』（2012年6月号）
- ニコニコ生放送『それいけ! P9』（2011年11月25日）